# Nordiska Musikaffären
Nordiska Musikaffären, var en musikaffär och dragspelstillverkare i Göteborg. Företaget grundades 1906 av Harald Wapler och Hilding Garnell.

## Historia
Företaget grundades 1906 av Harald Wapler och Hilding Garnell. Butiken öppnades på Andra Långgatan. Man sålde där diatoniska dragspel tillverkade av Gessner. Man sålde även vidare instrument till andra affärer i landet. Företaget kom år 1910 att importera dragspel från Hermann Buttstädt (HB) i Gera. Som kom att bli ett av de populäraste dragspelen i Sverige. Från och med 1914 hade man filialer i Kristiania, Stockholm, Malmö och Kristianstad. 1922 flyttade man affären till engrosförsäljningen av dragspel till Kungsgatan 2 och 5 i Stockholm. En ny butik öppnades på Stora Nygatan 11. Den 1 juni 1928 öppnade man en reparationsverkstad för dragspel i Falun.

### Dragspel
Musikaffären såld dragspel av märkena Fr. Gessner i Magdeburg, Oscar Rückoldt i Gera, Gebr. Ludwig i Zwota, Società l'Armonica och Dallapé & Figlio.
Musikaffären såldes från 1914 dragspel med märket NM. De var dragspel i delar från Buttstädt i Gera och monteras ihop i affären. Under första världskriget tillverkade man egna dragspel med märket N.M. och N.M. Special.